# 일본국 헌법 제48조
일본국 헌법 제48조(일본어: 日本国憲法第48条)은 일본국 헌법 제4장 "국회"의 조문 중 하나이다. 양원의 의원 겸직 금지에 대해 규정하고 있다.

## 조문
일본국 헌법 제48조
누구든지 동시에 양 의원(議院)의 의원(議員)이 될 수 없다.

## 해설
현직 중의원 의원이 참의원 의원 선거에 출마하거나, 반대로 현직 참의원 의원이 중의원 의원 선거에 출마하는 경우에는 본인이 사직하지 않아도 해당 선거에 입후보가 이뤄지는 동시에 기존에 재직하고 있던 의원직을 사직한 것으로 간주한다(공직선거법 제89조 및 제90조). 중의원 의원 선거와 참의원 의원 선거에 동시에 입후보하는 것 또한 금지하고 있다(공직선거법 제87조).